# كأس الإمبراطور 2004
كأس الإمبراطور 2004 (باليابانية: 第84回天皇杯全日本サッカー選手権大会) هو الموسم 84 من كأس الإمبراطور. كان عدد الأندية المشاركة فيه 80، وفاز فيه طوكيو فيردي.